# میدل‌تاون (کنتیکت)
میدل‌تاون، کنتیکت (به انگلیسی: Middletown, Connecticut) یک شهر در ایالات متحده آمریکا است که در کنتیکت واقع شده‌است.

## خصوصیات
میدل‌تاون ۱۰۹٫۶ کیلومترمربع مساحت و ۴۷٬۶۴۸ نفر جمعیت دارد و ۱۲ متر بالاتر از سطح دریا واقع شده‌است.

## خواهرخوانده
شهرهای Melilli و Cayey, Puerto Rico خواهرخوانده‌های میدل‌تاون، کنتیکت هستند.